# Culture et bibliothèques pour tous

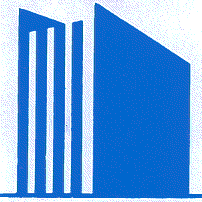
Logo de l'association.

Culture et Bibliothèques pour Tous (CBPT) est un réseau associatif français de bibliothèques et médiathèques qui a pour but de participer au développement de la lecture en assurant un service culturel et social de proximité dans tous les départements de France. Tous les membres sont bénévoles.

## Historique
Naissance de « Culture et Bibliothèque Pour Tous » en 1936, héritière des bibliothèques paroissiales et de patronage. La CBPT est une association régie par la loi de 1901. Reconnue d'utilité publique par décret du 30 mars 1999, elle a également obtenu l'agrément du Ministère de la Jeunesse et des Sports en 2004.

## Structure et organisation

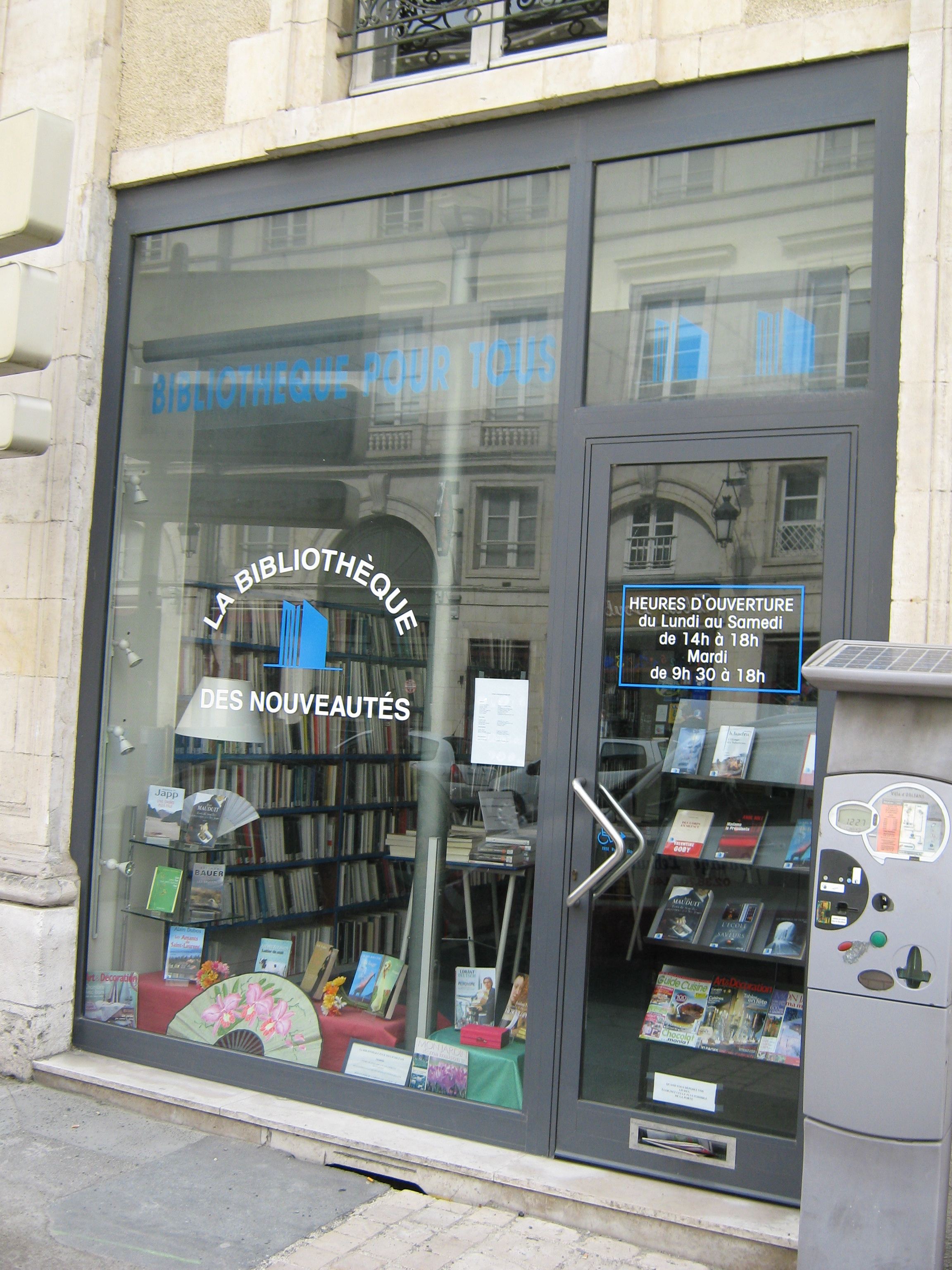
La bibliothèque pour tous d'Orléans.

La CBPT est composée de 89 associations départementales. Son siège, l'Union Nationale de la Culture et des Bibliothèques Pour tous se situe 18 bis rue Violet à Paris.
Ce réseau est représenté par plus de 1 000 bibliothèques et médiathèques, il est constitué de 10000 bibliothécaires bénévoles et qualifiés et réalise une moyenne de 5 millions de prêts par an.

## Principales actions
Les actions de la CBPT sont conçues et réalisées en partenariat avec des collectivités locales, des écoles, des associations, des comités d'entreprises, des établissements hospitaliers, pénitentiaires... 

### Formation initiale
Elle est interne au réseau CBPT et propose des cours qui sont élaborés par le Service Formation de l'Union Nationale du réseau (UNCBPT) et dispensés à l'échelle départementale par des responsables de formation CBPT. Ces cours sont ouverts aux personnes extérieures au réseau. 
La formation initiale est divisée en quatre formations : 
- Bibliothécaire
- Bibliothécaire en milieu hospitalier
- Ludothécaire
- Sonothécaire

Cette formation comprend des cours théoriques réalisés en une douzaine de séances, sous la forme de rencontres et de tables rondes animées par des bibliothécaires certifiés et des intervenants extérieurs, puis d'un stage pratique d'environ 50 heures dans une bibliothèque du réseau. L'évaluation est réalisée par un contrôle continu et un entretien avec un formateur du réseau.
Cet examen permet d'obtenir le « Certificat national CBPT d'initiation au travail de Bibliothécaire, Bibliothécaire en Milieu Hospitalier, Ludothécaire, Sonothécaire », certificat permettant d'acquérir les connaissances techniques et pratiques nécessaires au fonctionnement d'une bibliothèque et d'exercer les fonctions de bibliothécaire au sein de l'association.
Ces formations sont qualifiantes mais non diplômantes, cependant leur qualité est reconnue par le Ministère du Travail.
Après obtention du diplôme les bibliothécaires peuvent exercer une seconde formation spécialisée dans le secteur jeunesse par le biais de cours théoriques et de stages pratiques afin d'approfondir leurs connaissances de la littérature jeunesse et de l'animation.

### Animation
Les équipes CBPT participent à de nombreuses animations, autour de la culture et du livre. Par le biais de rencontres, d'échanges avec des auteurs ou des professionnels du livre, d'expositions, de conférences et d'animations autour du livre. Les bibliothécaires organisent chaque mois un comité de lecture adulte et/ou jeunesse. La CBPT crée des manifestations à l'extérieur de ses bibliothèques comme les lectures en maison de retraite, en hôpital, en crèche...

### Publication
L'association publie « Les Notes Bibliographiques » une revue mensuelle, conçue et élaborée par une équipe de 70  bénévoles qui analyse la production littéraire du moment. À cette production s'ajoute une revue hebdomadaire en ligne depuis 2006 : « l'Hebdo des Notes ».

## Le Prix Littéraire de la CBPT
L'association crée en 1980 le Prix National des Bibliothécaires devenu aujourd’hui "Prix Culture et Bibliothèques pour tous". Les bibliothécaires du réseau en constituent le jury. Une sélection de 4 romans d’auteurs français ou francophones, parus au cours de l’année, est établie par un comité de sélection. Ces ouvrages sont proposés au vote de tous les bibliothécaires du réseau.